# Litohošť
Litohošť (německy Litohoscht) je obec v okrese Pelhřimov v Kraji Vysočina. Žije zde 84 obyvatel.

## Historie
První písemná zmínka o vesnici pochází z roku 1558.

## Obyvatelstvo
| Rok            | 1869 | 1880 | 1890 | 1900 | 1910 | 1921 | 1930 | 1950 | 1961 | 1970 | 1980 | 1991 | 2001 | 2011 | 2021 |
| -------------- | ---- | ---- | ---- | ---- | ---- | ---- | ---- | ---- | ---- | ---- | ---- | ---- | ---- | ---- | ---- |
| Počet obyvatel | 189  | 241  | 219  | 202  | 204  | 203  | 176  | 104  | 95   | 83   | 88   | 80   | 51   | 65   | 68   |
| Počet domů     | 28   | 31   | 34   | 33   | 35   | 35   | 36   | 38   | 27   | 24   | 22   | 34   | 35   | 38   | 38   |

## Obecní správa a politika
Mezi lety 1869–1963 Litohošť byla obcí v okrese Pelhřimov (1869–1930) a později v okrese Pacov. V letech 1964–1979 patřila jako část obce k Útěchovičkám v okrese Pelhřimov. Od 1. ledna 1980 do 31. prosince 1988 patřila jako část obce k Útěchovicím. Od 1. ledna 1989 do 31. prosince 1991 patřila jako část obce k Hořepníku a od 1. ledna 1992 je opět samostatnou obcí. V letech 1850–1920 k obci patřily Leskovice.

### Politika
V letech 2006–2010 působil jako starosta Pavel Kapoun, od roku 2010 tuto funkci zastává Petr Veselý.

## Pamětihodnosti
Polokruhovitá náves, takzvaná okrouhlice založená mimo středověké jádro obce ve 2. polovině 18. století, je významnou ukázkou lidové architektury, ale je částečně znehodnocena zásahy provedenými za komunistického režimu a mezerami po dvou zbořených statcích. Památková zóna je v návrhu. Na návsi se nachází osmiúhelníková barokní kaple korunování Panny Marie z roku 1797 s novým zvonem z 90. let 20. století, kulturní památka České republiky.